# Kpassa

Kpassa är en ort i östra Ghana, belägen vid Kpassafloden. Den är huvudort för distriktet Nkwanta North, och folkmängden uppgick till 18 127 invånare vid folkräkningen 2010.